# Lappula lasiocarpa
Lappula lasiocarpa là loài thực vật có hoa trong họ Mồ hôi. Loài này được (W.T. Wang) Kamelin & G.L. Chu mô tả khoa học đầu tiên năm 1995.